# خار مریم
خار مریم (نام علمی: Silybum marianum) یا مارتیغال گیاهی است از رده دولپه‌ای‌ها، راسته گل‌مینا و تیرهٔ کاسنیان. این گیاه با بازه زمانی رشد هر یک سال یا در بعضی نژادها هر دو سال بوده و خودرو می‌باشد.
شکل ظاهری معمول این گیاه، گلی با رنگ‌های قرمز تا بنفش و برگ‌هایی رنگ رفته و دارای رنگ سبز مایل به زرد و به‌همراه رگه‌های سفیدرنگ هستند.

## ویژگی‌های ظاهری
این گیاه در طول دوره رشد خود، ۳۰ تا ۲۰۰ سانتی‌متر قد کشیده و دارای شکل تقریباً مخروطی شکل بوده. بوته این گیاه به‌طور میانگین تا ۱۶۰ سانتی‌متر قطر رشد داشته‌است. ساقه این گیاه معمولاً دارای حالت پنبه‌ای در دور خود بوده و بیشتر فضای این ساقه توخالی است.
برگ‌های این گیاه معمولاً دارای شکل مستطیلی یا به شکل نیزه در دور خود و پراکندگی آن‌ها معمولاً چندبرگی یا دو برگی است.
سرگل خوش‌رنگ این گیاه ۴ تا ۱۲ سانتی‌متر عرض و پهنا داشته. در نیمکره شمالی این گیاه از ماه خرداد تا اواسط شهریور و در نیم‌کره جنوبی این گیاه از آذر تا اوایل بهمن می‌روید.
دانه این گیاه رنگ سبز تیره یا در بعضی نژادها سیاه می‌باشد و کاسه این گل که دانه‌ها در آن قرار می‌گیرند رنگ زرد مانندی دارد.

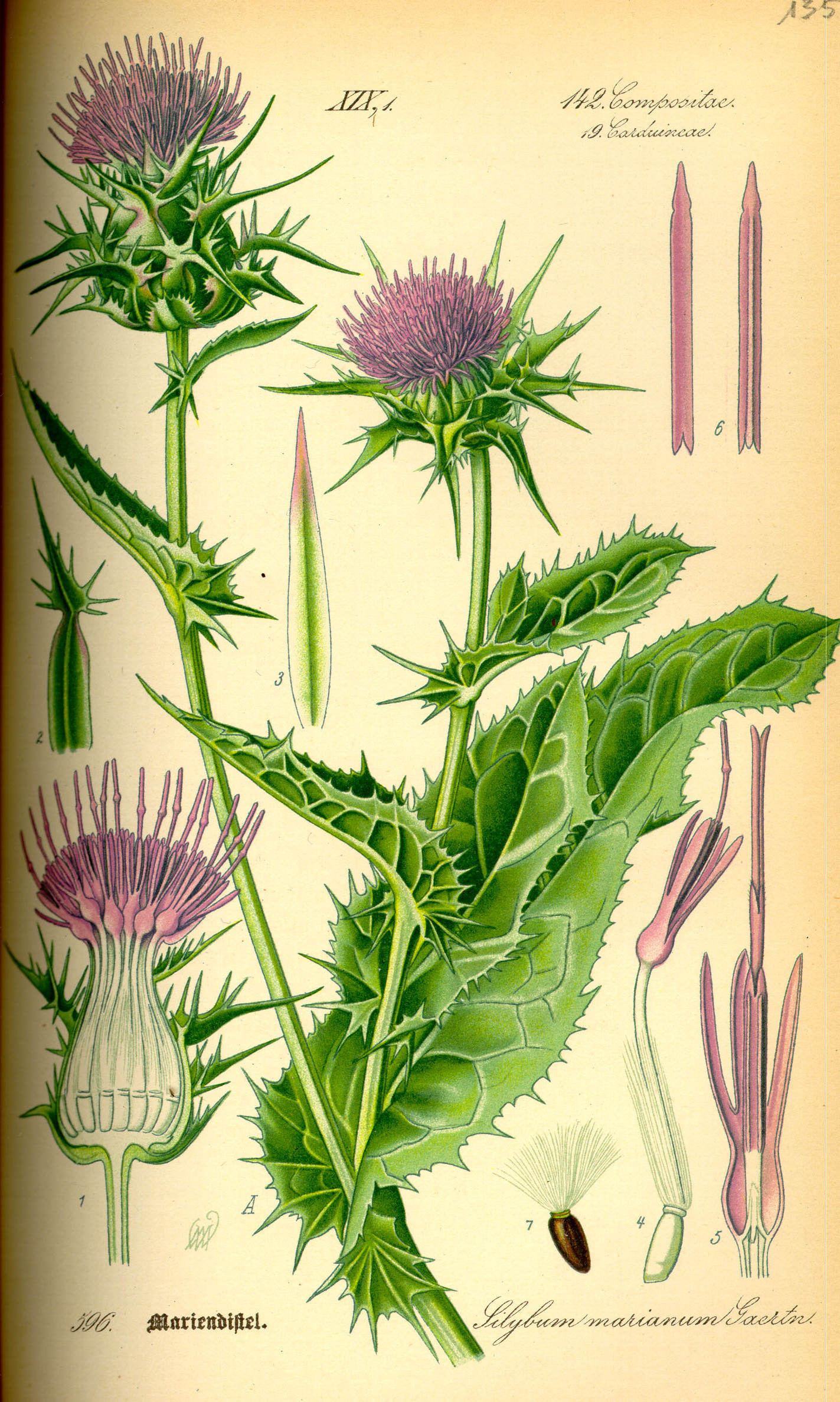
نمای کلی

## زیستگاه
فراوان‌ترین منطقه رشد این گیاه، سواحل جنوب شرقی انگلیس (که فراوان‌ترین نقطه کره زمین، این منطقه است)، ایران(احتمال می‌رود اکنون 
بزرگ‌ترین زیستگاه این گیاه باشد )، آمریکای شمالی و استرالیا و نیوزیلند می‌باشد.
مزارع ساخته شده این گیاه توسط انسان، برای مصارف دارویی و برآورد مواد اولیه صنعتی از این گیاه در مناطق وسیعی در اتریش (منطقه والدویرتل)، آلمان، مجارستان، لهستان، چین و آرژانتین قرار داشته و در مناطق اروپایی کاشت این گیاه، هر ساله در بین ماه‌های مارس تا آوریل انجام و برداشت آن در ماه اگوست در حدود ۲ تا ۳ هفته بعد از گل دادن این گیاه در دو مرحله (بریدن و تمیز کردن یا خرمن‌کوبی) انجام می‌شود.
در ایران نیز در استان‌های گیلان، گلستان، مازندران، فارس، خوزستان، شمالِ شرقِ آذربایجان شرقی و کهگیلویه و بویراحمد به صورت علف هرز در حاشیه جاده‌ها و مزارع می‌روید.
اخیراً کشت و کار نژادهای برتر خارمریم در ایران گسترش یافته و بعضی کشاورزان اقدام به کشت آن برای تولید ماده اولیه شرکتهای داروسازی اقدام می‌کنند.
دانه‌های خار مریم یکی از مهم‌ترین منابع طبیعی دارویی برای امراض کبد است، ماده سیلیمارین موجود در دانه‌های این گیاه یکی از مؤثرترین پادزهرها حتی برای موارد مسمویت ناشی از قارچ مهلک کلاهک مرگ نیز هست که فقط این قسمت از گیاه خواص درمانی دارد.

## ترکیب شیمیایی
به مجموعه فلاونوئیدهای موجود در عصاره این گیاه «سیلیمارین» گفته می‌شود که حاوی چندین نوع فلاونوئید مختلف است.
دانه خار مریم، داری تقریباً ۴ تا ۶ درصد سیلیمارین و عصاره این گیاه حاوی ۶۵–۸۰ درصد سیلیمارین و ۲۰ تا ۳۵ درصد اسید چرب می‌باشند.
سیلیمارین دارای هفت نوع فلاونولیگنان (سیلیبین نوع A، سیلیبین نوع B، ایزوسلیبین نوع A، ایزوسلیبین نوع B، سیلیکریستین، ایزوسلیکریستین و سیلیدیانین) و یک تاکسیفولین (زردینه یا رنگ ساز زرد) می‌باشد.

## آزمایش‌های بالینی انجام شده
خار مریم در موارد متعددی از نظیر بیماری‌های کبد و مقابله با سرطان استفاده می‌شود. اما باید اشاره نمود آزمایش‌های علمی دربارهٔ این گیاه متناقض و ناهماهنگ بوده.
در آزمایش‌های انجام شده، سیلیمارین موجود در این گیاه به‌طور منظم با مقدار ۴۲۰ تا ۴۸۰ میلی‌گرم در ۲ یا ۳ وعده به‌طور روزانه برای موارد آزمایشی تجویز شده‌است.
همچنین برای امراض خاص مقدارهای بالاتر این ماده نیز تجویز می‌شده، به‌طور مثال ۶۰۰ میلی‌گرم روزانه برای فردی با بیماری دیابت نوع۲ تجویز می‌شده که نتایج به‌دست آمده از این آزمایش بسیار عالی و قابل توجه بوده و همچنین مقدار ۶۰۰ تا ۱۲۰۰ میلی‌گرم در روز برای فردی با بیماری هپاتیتC نیز تجویز شده که البته نتایج قابل توجهی را در برنداشته‌است.
عصاره گیاه خار مریم به همراه عصاره گیاه قاصدک، برای رفع رنگ‌پریدگی پوست در حالت خماری و همچنین دفع سموم ناشی از مصرف بیش از حد الکل نیز استفاده می‌شود.

## مشاهدات تجربی
در گذشته خار مریم در پزشکی سنتی چینی به عنوان یک پاک‌کننده درون، سم زدا، نرم‌کننده کبد و مقوی برای کیسه صفرا بوده‌است.
اگرچه خاصیت درمانی این گیاه هنوز ناشناخته است، از خار مریم در بعضی مواقع برای بیماری‌های کبد (زردی ویاهمان یرقان، سیروز و هپاتیت) تجویز می‌شود، آزمایش‌های علمی بر روی حیوانات حاکی از این است که سیلیمارین موجود در این گیاه می‌تواند دارای خاصیت هپاتوپرتکتیو باشد، یعنی خاصیتی که باعث می‌شود سلول‌های کبد از سموم محافظت بشوند.
سازمان تحقیقات در مورد سرطان کشور انگلیس می‌گوید: در اینترنت مواردی مشاهده شده که اذعان می‌کنند خار مریم برای کاهیدن سرعت رشد بعضی نمونه سلول‌های سرطانی بسیار مفید است، اما هیچ مدرکی دال بر اثبات این موارد نیست.
همچنین در مطالعاتی اثرات ضد چسبندگی داخل شکمی (ناشی از جراحی‌های داخل شکمی و لگنی) عصاره خارمریم با توجه به خواص آنتی‌اکسیدانی و ضد التهابی آن به اثبات رسیده‌است.

## استفاده غذایی
خار مریم به خاطر ارزش دارویی اثبات شده در گذشته در بین سراسر مردم جهان به عنوان نوعی غذا مصرف می‌شده‌است. ریشه‌های این گیاه را می‌توان به‌شکل خام یا جوشانده، به همراه کره یا به صورت کباب‌شده مصرف کرد. شاخهٔ جوان آن را می‌توان تا ریشه برید و به صورت آب‌پز مصرف کرد. در گذشته شاخه‌های خاردار تازهٔ دور گل این گیاه را همانند کنگر فرنگی می‌خورده‌اند.
همچنین ساقه این گیاه را می‌توان بعد از پاک کردن، برای رفع تلخی در آب خیساند و آن را در غذاهای خورشتی مصرف کرد. برگ‌های این گیاه را نیز می‌توان اول از خارها پاک کرد و به عنوان یک جایگزین برای اسفناج مصرف کرد یا می‌توان به صورت خام آن را به سالاد اضافه کرد.

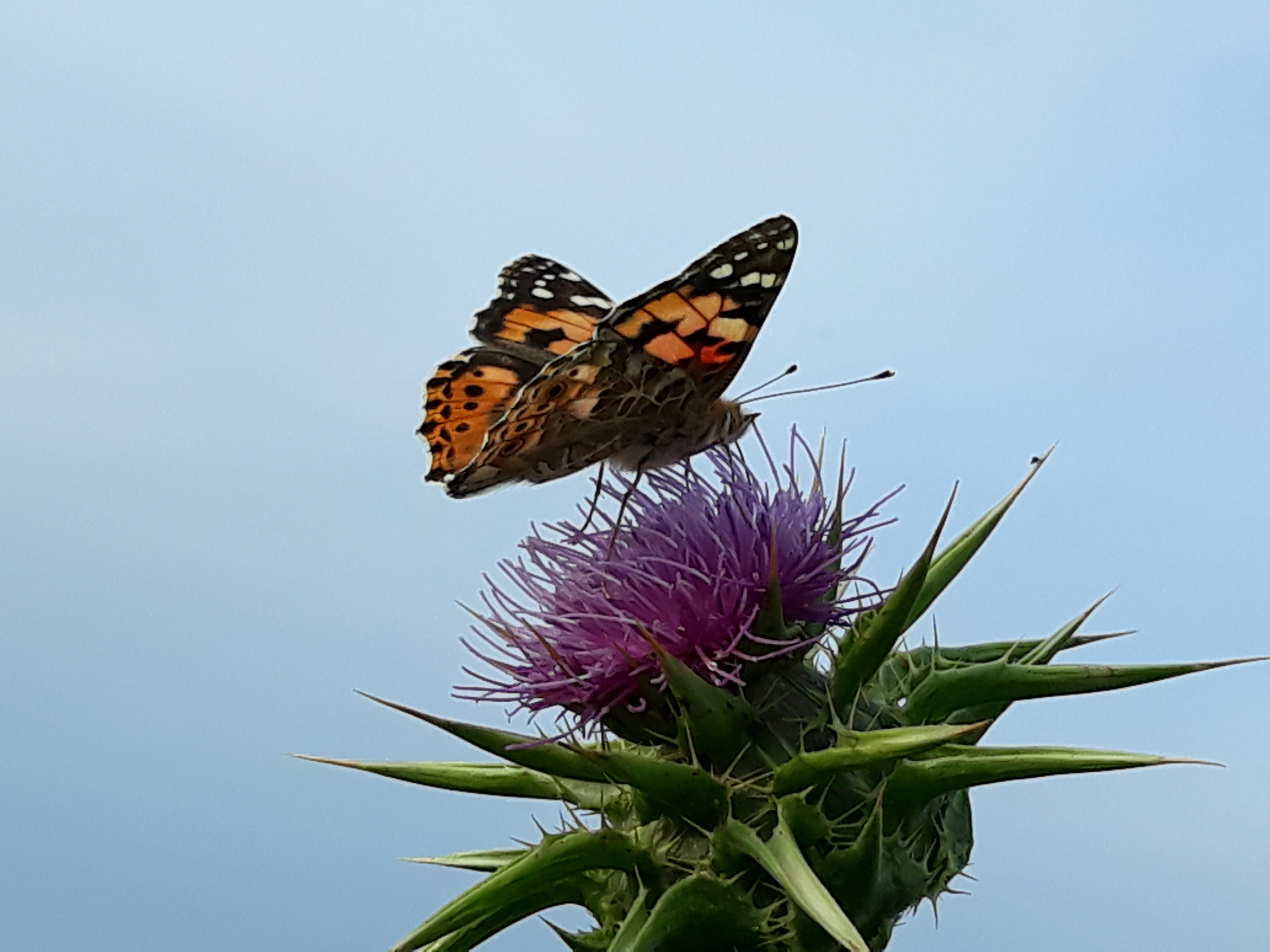
تغذیه پروانه از شهد گل خار مریم

همچنین می‌توان با پاک‌کردن این گیاه، یعنی قطع کردن یا ساییدن ساقه و برداشتن برگ‌های خارمانند اطراف گل‌ها و حذف گلبرگ‌های صورتی‌رنگ، به‌صورتی که دانه‌های آن‌ها از آن جدا نشود، کاسه‌دانِ گل به همراه دانه‌های آن را نیز به صورت خام یا جوشانده یا در سالاد و ترشی مصرف کرد.

## سمی بودن برای حیوانات
به علت موجود بودن پتاسیم نیترات در این گیاه، مشاهده شده که خوردن خار مریم برای گله گاوها و گوسفندان مضر می‌باشد. وقتی این گیاه توسط نشخوارکنندگان خورده می‌شود، باکتری موجود در معدهٔ این حیوانات ساختار مواد شیمیایی را می‌شکند و باعث تولید نیترات یونی می‌شود.
در نتیجه نیترات یونی هموگلوبین را به مت‌هموگلوبین تبدیل کرده و از انتقال اکسیژن جلوگیری می‌کند. نتیجه این اتفاقات باعث آسفیکسی یا اختناق می‌شود.

## عوارض جانبی
خار مریم معمولاً برای مصرف مقدار کم دارای عوارض خاصی نیست. اما درصورت مصرف بیش از حد این گیاه، عوارض جانبی همچون حساسیت پوستی، اگزما، سردرد و تهوع، ضعیف شدن قوه چشایی، عرق کردن و ضعف را به همراه دارد.
همچنین خار مریم باعث پایین آمدن سطح قند خون می‌شود. به همین دلیل به افراد داری سطح قندخون پایین یا دارای دیابت و کسانی که به هر دلیل برای آن‌ها داروهای مرتبط با قند خون تجویز شده، هشدار برای مصرف کردن داده می‌شود.
همچنان استفاده این گیاه برای زنان باردار یا در دوران شیردهی باید با احتیاط همراه باشد.
خار مریم همچنین در گذشته برای مقوی ساختن شیر مادر به مادران داده می‌شده اما مطالعاتی در مورد مصرف این گیاه برای زنان باردار نشان داده کمی عوارض جانبی برای آنان به همراه دارد.

## داروهای ساخته شده از این گیاه
در پی تحقیقات در مورد این گیاه داروهایی با ترکیبات خاصی در سال‌های اخیر ساخته و تولید شده‌اند. اکثر این داروها به شکل کپسول در وزنهای ۷۰ تا ۱۴۰ میلی‌گرمی، عصاره مایع، محلول، یا جدیدترین داروی تولید شده، ترکیب سیلیبین فسفاتیدل کولین است.
تحقیقات انجام شده روی ترکیب سیلیبین فسفاتیدل کولین نشانگر این بوده که این نوع دارو دارای تأثیر بیشتری نسبت به موارد طبیعی است، چراکه فسفاتیدل کولین که یکی از اجزای کلیدی موجود در سلول بوده و باعث می‌شود، سیلیبین بهتر و آسانتر وارد محیط سلول شود.
علاوه بر محصولات مذکور، عصاره سیلیمارین شرکت دارویی زردبند از گونه نخبه گیاهی خارمریم استفاده شده‌است. این عصاره هیدروالکلی نمی‌باشد و دارای میزان خلوص بالای مواد مؤثر سیلی بین، سیلی دیانین و سیلی کریستین است.
این محصول به دلیل خواص آنتی‌اکسیدانی بالا به بیمارانی که توسط شیمی درمانی، تحت درمان هستند، نیز پیشنهاد می‌شود. همچنین استفاده از این عصاره در زمان بارداری مجاز می‌باشد.
از نمونه داروهای ساخته شده توسط عصاره خارمریم که اثر آنتی‌اکسیدانی دارد، می‌توان به داروی لیورگل اشاره نمود.